# Hohe Asch
Die (auch: der) Hohe Asch ist ein 371,5 m ü. NHN hoher Berg des Lipper Berglands. Er liegt bei Bösingfeld im Kreis Lippe, Nordrhein-Westfalen. Auf dem Berg steht der Aussichtsturm Hohe Asch.

## Geographie

### Lage
Die Hohe Asch erhebt sich an der Nahtlinie des Lipper Berglands zum nordöstlich gelegenen Weserbergland im Naturpark Teutoburger Wald / Eggegebirge. Sie liegt etwa 2 km südöstlich von Bösingfeld, dem Verwaltungssitz und zugleich größten Dorf der Gemeinde Extertal, im südöstlichen Gemeindegebiet. Südöstlich des Bergs liegt das Dorf Reine (mit Ortsteilen in Extertal und im östlich befindlichen Aerzen) und südwestlich der Weiler Hummerbruch. Rund 1,8 km östlich des Gipfels liegt die Grenze zu Niedersachsen. Der Berg ist in seinem Ostteil bewaldet.

### Naturräumliche Zuordnung
Die Hohe Asch gehört in der naturräumlichen Haupteinheitengruppe Oberes Weserbergland (Nr. 36), in der Haupteinheit Lipper Bergland (364) und in der Untereinheit Östliches Lipper Bergland (364.2) zum Naturraum Alverdissener Höhen (364.23).

### Berghöhe
Die Höhe der Hohen Asch (371,5 m), deren auf topographischen Karten nicht genau festgelegter Gipfel neben einem Wasserbehälter liegt, wird in solchen Karten des Bundesamts für Naturschutz (BfN) mit 370,6 m angegeben, was sich auf die Höhenlage einer beim Wasserbehälter befindlichen Wegabzweig bezieht. Rund 85 m westlich des auf der Gipfelregion stehenden Aussichtsturms liegt ein trigonometrischer Punkt (366,3 m).

### Fließgewässer
Im nördlich der Hohen Asch gelegenen Tal fließt durch Bösingfeld der westliche Exter-Zufluss Aschbach, den zwei auf seiner Nordwestflanke entspringende Bäche speisen, auf seinem Nordostausläufer Vossberg (251,6 m) entspringt der kleine Beberbach-Zufluss Heimbach und auf seiner Südwestflanke der östliche Weser-Zufluss Humme.

## Schutzgebiete
Bis auf den unteren Teil der Nordostflanke der Hohen Asch reichen Teile des Naturschutzgebiets (NSG) Heimbachtal (NSG-Nr. 378207; 2007 ausgewiesen; 1,0202 km² groß) und bis auf gipfelnahe Lagen ihrer Südflanke solche des NSG Hummerbachtal (NSG-Nr. 329457; 1994; 67,88 ha). Bis auf die Gipfelregion reichen Teile vom Landschaftsschutzgebiet Östliches Lipper Bergland (CDDA-Nr. 555552916; 2007; 69,5663 km²) und auf der Nordflanke liegt das Landschaftsschutzgebiet Terrassenkulturlandschaft nördlich Hohe Asch (CDDA-Nr. 555553128; 2007; 39,83 ha).

## Aussichtsturm
Etwa 100 m westsüdwestlich des Gipfels der Hohen Asch steht seit 1980 ein 15 m hoher Aussichtsturm aus Stahlbeton, von dem man nicht nur einige Ortsteile von Extertal überblicken kann, denn neben dem Weserbergland (von Süden über Osten bis Nordwesten) mit dem nordwestlich an der Porta Westfalica stehenden Kaiser-Wilhelm-Denkmal sind unter anderem auch mit dem Köterberg (495,8 m) im Südsüdosten der höchste Berg des Lipper Berglands, im Südsüdwesten das Eggegebirge und im Südwesten bis Westen der Teutoburger Wald mit dem Hermannsdenkmal (ein Detmolder Wahrzeichen) zu sehen. Bei guten Sichtbedingungen ist der Brocken (1141,1 m) im Harz zu erkennen.

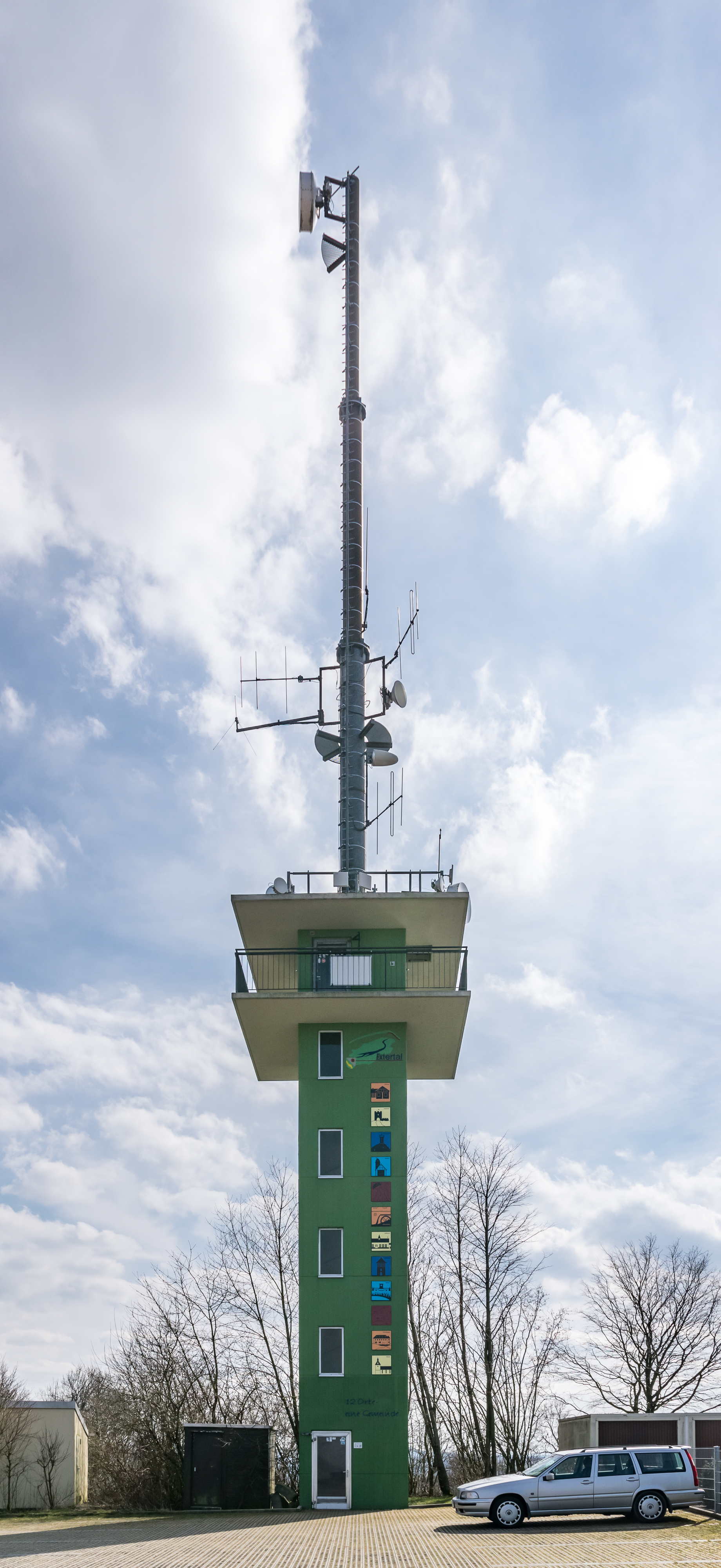
Aussichtsturm
Panorama vom Aussichtsturm nach Nordwesten

## Verkehr und Wandern
Westlich vorbei an der Hohen Asch führt von Bösingfeld durch Hummerbruch nach Alverdissen die Kreisstraße 57. Über den Berggipfel und vorbei am Turm verlaufen der 106 km lange Dingelstedtpfad, der 54 km lange Extertalpfad, der 72 km lange Hansaweg und der Europäische Fernwanderweg E1.